# エリザベッタ・ディ・シチリア (ハンガリー王妃)
エリザベッタ・ディ・シチリア（伊：Elisabetta di Sicilia, 1261年 - 1303年）またはイザベッラ・ダンジョ（Isabella d'Angiò）は、ハンガリー王ラースロー4世の王妃。ハンガリー名はエルジェーベト（Erzsébet）またはイザベッラ（Izabella）。

## 生涯
エリザベッタはシチリア王カルロ1世と最初の妃ベアトリス・ド・プロヴァンスとの間の末子である。1270年にラースロー4世と結婚したが、子はなかった。ラースローは自身が異教徒のクマン族の血を引くことから、エリザベッタを避けた（ラースローの母クン・エルジェーベトがクマン族の出身）。ラースローはクマン族の衣装を好み、クマン族の友人も多かった。
ラースローはエリザベッタとの結婚生活の大半を、クマン族を追いかけて過ごし、クマン族をハンガリーに呼び、住まわせた。ラースローは明らかにキリスト教社会よりも、クマン族社会を好み、自身だけでなく、他の人々にもクマン族の衣装を着せ、クマン族の愛妾たちを側に置き、病がちの妃エリザベッタを避けた。クマン族がハンガリーを去ることを決めた際にも、引き留めようとした。1286年、ラースローはクマン族の愛妾と生活するため、エリザベッタを拘束した。エリザベッタはマルギット島に3年の間監禁され、ようやく1289年にラースローはエリザベッタと和解した。しかし、ラースローは自身の力だけで家臣を従わせることができないと判断すると、再びクマン族との関係を復活させた。
ラースロー4世は1290年に嗣子なく死去し、父の従兄弟にあたるアンドラーシュ3世がハンガリー王位を継承した。
ラースローの死後、エリザベッタはナポリに帰ったが、再びハンガリーに戻った。1294年、アンドラーシュ3世の王妃フェネンナ・クヤフスカがヴェスプレームの教会への寄付を集めるためエリザベッタの特権について確認をしている。1301年に再びナポリに帰り、サン・ピエトロ島のサン・ピエトロ修道院でドミニコ会の修道女となった。その修道院は義理の姉妹にあたる（兄カルロ2世の妃で夫ラースロー4世の姉）マリア・ドゥンゲリアが創設した修道院であった。エリザベッタは1303年に死去し、サン・ピエトロ修道院に葬られた。